# Sufian Ahmed
Sufian Ahmad Beker (né le 5 mars 1956 à Adoua) est un homme politique éthiopien, ministre des Finances de 1995 à 2001 puis ministre des Finances et du Développement économique jusqu'en 2016.
Il a grandi près de Asela dans la province Oromia et s'est converti au christianisme en 1958 lorsqu'il fut admis à l'école missionnaire anglaise.
Il fait partie du parti politique ODPO.
En 2015, il est candidat à la présidence de la Banque africaine de développement. En 2016, il est nommé conseiller spécial du Premier ministre pour le développement macroéconomique. En 2017, il rejoint le conseil consultatif d'un programme de la John F. Kennedy School of Government, le Harvard Ministerial Leadership Program.